# Sly Dunbar

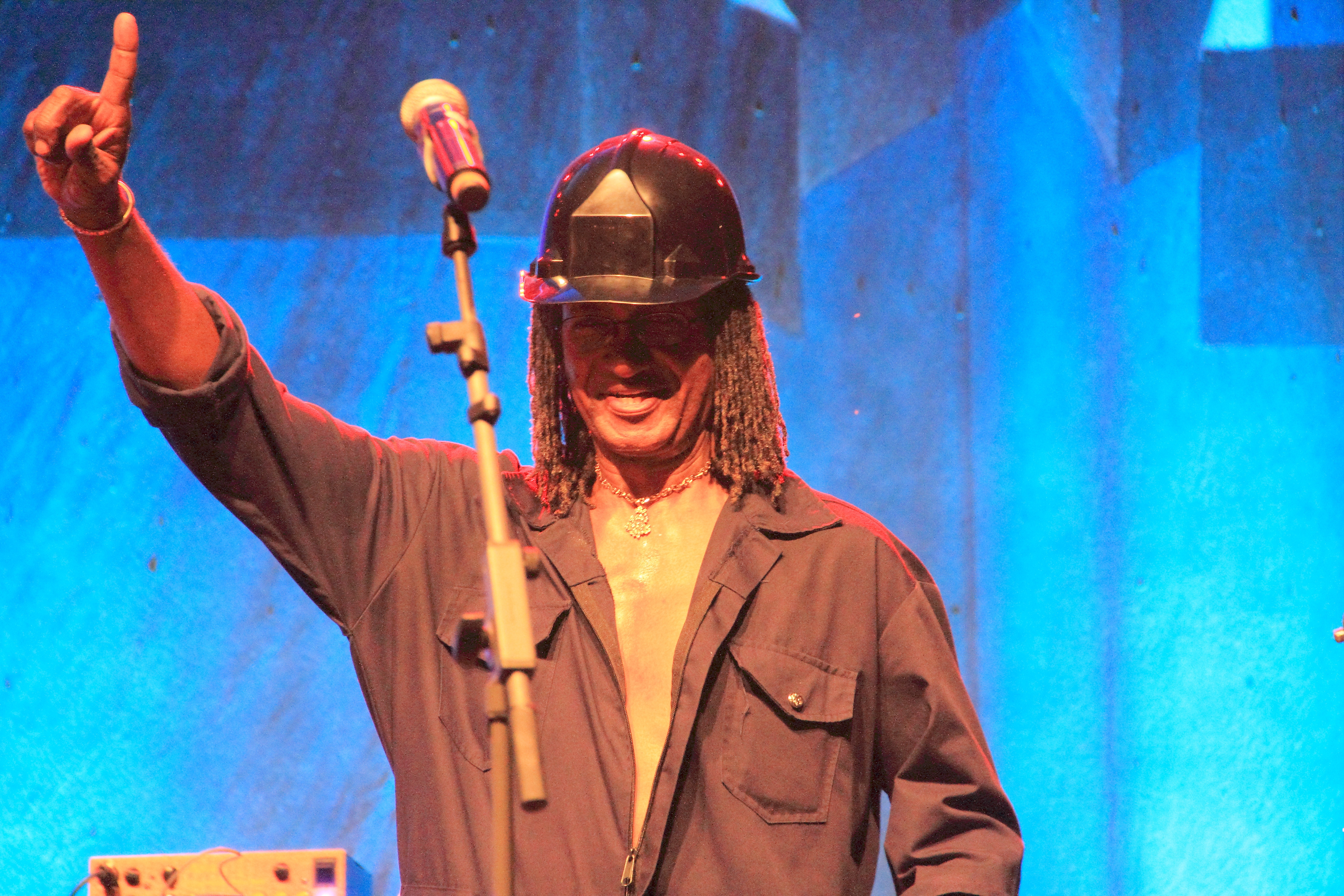
Sly Dunbar, 2015 auf dem TFF Rudolstadt

Lowell „Sly“ Dunbar (* 10. Mai 1952 in Kingston) ist ein jamaikanischer Schlagzeuger und Musikproduzent. Zusammen mit Robert „Robbie“ Shakespeare war er im Duo Sly & Robbie aktiv.

## Leben und Wirken

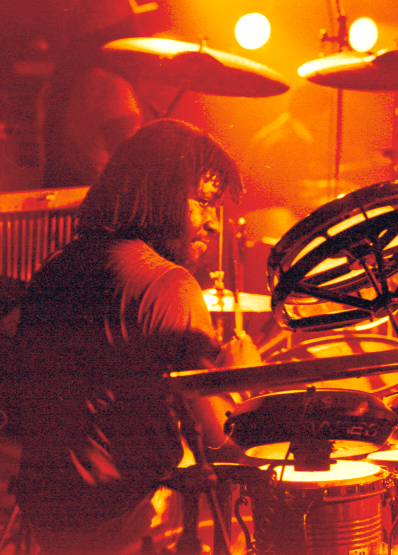
Sly Dunbar, 1979

Dunbar begann früh mit dem Schlagzeugspielen und gehörte einigen recht bekannten jamaikanischen Reggaebands an, mit denen er kleinere Erfolge hatte.
Später traf er auf den Bassisten Robbie Shakespeare, der bereits über Studioerfahrung verfügte, und brachte mit ihm und den Revolutionaires ein paar Alben in Jamaika heraus (einige davon wurden später in den USA und Europa veröffentlicht). Dunbar und Shakespeare nannten sich fortan „The Riddim Twins“ oder „Sly & Robbie“. Später spielten sie in „Word, Sound and Power“, der Band rund um Peter Tosh. Sie spielten fünf Alben und eine Nummer-eins-Single, (You Gotta Walk) Don’t Look Back mit Mick Jagger ein. Ab Mitte der 1970er Jahre waren Sly & Robbie Dub-Mixer, später auch Produzenten.
Nach einer ausgedehnten Welttournee gründeten Sly & Robbie 1978 ihr eigenes Label „TAXI Productions“. Sie trennten sich von Peter Tosh und stießen Ende der 70er zu Black Uhuru, in der Ducky Simpson, Puma Jones und Michael Rose zur Musik des Duos sangen. Black Uhuru brachte mehrere Alben heraus, wobei auf den letzten beiden (Brutal und Positive) Junior Reid anstelle von Michael Rose sang. Die Arbeit der beiden beschränkte sich später allerdings nie auf eine Band allein; so nahmen sie etwa mit Grace Jones drei Alben auf. Dem schloss sich eine breitgefächerte Zusammenarbeit mit diversen Musikern an; dazu zählten Joe Cocker, Bob Dylan, Herbie Hancock (Future Shock), Bill Laswell und Carly Simon.
Bereits in den 1980ern veränderten neue Musiktechnologien auch die Arbeit von Robbie Shakespeare und Sly Dunbar. Ab Mitte des Jahrzehnts veröffentlichten sie mehrere Alben, in denen Dub-Elemente mit Funk, Hip-Hop und anderen Stilen verknüpft wurden. Während sich Sly nach The Summit von 1988 fast ausschließlich den Drumcomputern und dem Produzieren widmete, spielte Robbie neben E-Bass auch immer öfter Keyboard. Auf eine weitere erfolgreiche Single, die sie 1993 produzierten (Murder She Wrote von Chaka Demus & Pliers), folgten unter anderem Kompositionen für Beenie Man und Luciano sowie Dancehall-Beats von Sly für DJ Combo. Im Anschluss nahmen sie weitere Alben als Sly & Robbie auf, zuletzt 2004 Version Born.
Im Jahr 2012 zeichnete Dunbar als Autor für Omi’s Cheerleader verantwortlich. Ende 2014 erlangte das Stück durch einen Remix des deutschen DJs Felix Jaehn größere Bekanntheit und entwickelte sich im Folgejahr zu einem globalen Hit mit Spitzenpositionen in Deutschland, dem Vereinigten Königreich und den Vereinigten Staaten. Schallplattenauszeichnungen zufolge verkaufte sich die Single bislang über 8,4 Millionen Mal. Alleine in Deutschland verkaufte sich das Stück über eine Million Mal, womit es eine der meistverkauften Singles in Deutschland ist.
2015 unternahm das Rhythmusgespann unter dem Titel „Sly & Robbie Meet Nils Petter Molvaer“ eine Tour mit dem norwegischen Jazztrompeter und dessen Begleitmusikern.
Für 2015 wurden ihm und Shakespeare die Musgrave-Medaille in Gold des „Institute of Jamaica“ zugesprochen. Der Rolling Stone setzte Dunbar 2016 in seiner Liste der 100 größten Schlagzeuger aller Zeiten auf Rang 65.

## Diskografie (Auswahl)

### Rico
- 1981: That Man Is Forward

### Sly Dunbar
| - 1978: Simple Sly Man | - 1982: Sly-Go-Ville |

### Peter Tosh
| - 1977: Equal Rights - 1978: Bush Doctor | - 1979: Mystic Man - 1980: Wanted Dread or Alive |

### Black Uhuru
| - 1979: Showcase - 1980: Sinsemilla - 1981: Red - 1982: Chill Out - 1984: Anthem | - 1986: Brutal - 1987: Positive - 1987: Guess Who’s Coming to Dinner - 1990: Now |

### Sly & Robbie
| - 1979: Sly Wicked and Slick - 1981: The 60’s, 70’s into the 80’s = Taxi - 1985: Language Barrier - 1987: Rhythm Killers - 1988: The Summit (UK) - 1999: Drum and Bass Strip to the Bone feat. Howie B | - 1999: X-Uhuru - 2001: In Good Company - 2002: Dub Transmission Specialists – Off Duty - 2003: Late Night Tales - 2004: Sly & Robbie Meet the Mad Professor - 2004: Version Born |